# Bretagne (schiereiland)

Kaart van Bretagne

Bretagne (Bretons: Breizh, Gallo: Bertaègn) is een schiereiland in het noordwesten van Frankrijk. In het noorden grenst het aan het Kanaal, in het westen en zuiden aan de Atlantische Oceaan. De historische naam van Bretagne is Brittania minor, of Klein-Brittannië.
Het schiereiland komt grotendeels overeen met het voormalige hertogdom Bretagne dat in 1532 onder één kroon met Frankrijk werd verenigd. Na de Franse Revolutie werd de provincie Bretagne in vijf departementen verdeeld: Côtes-d'Armor, Finistère, Ille-et-Vilaine, Loire Inférieure en Morbihan. In 1956 werd het departement Loire-Inférieure onder het bestuur van de huidige administratieve regio Pays de la Loire gebracht. Daarom wordt er onderscheid gemaakt tussen historisch Bretagne (het schiereiland) en de bestuurlijke regio Bretagne.
Bretagne telt 4.550.418 inwoners (2012) en vormt een van de zes Keltische naties.

## Geschiedenis
Bretagne was in de middeleeuwen een zelfstandig koninkrijk en later ook een graafschap en een hertogdom. Na de middeleeuwen werd het een provincie van Frankrijk.
Tijdens de Honderdjarige Oorlog waren er voortdurend gevechten tussen het Engels gezinde bestuur in het noorden bij de kust en het Frans gezinde meer in het binnenland. De koning van Engeland gebruikte de havens om er zijn troepen aan land te zetten.

## Indelingen van het schiereiland

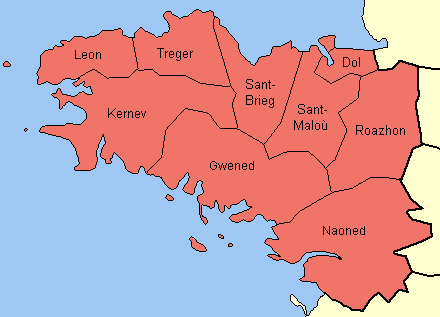
De historische provincie Bretagne met de belangrijkste gebieden in het Bretons

### Traditionele indeling
Voor de Franse Revolutie telde de Provincie Bretagne 9 bisdommen en bestuurlijke streken:
- Het land van Cornouaille (Bretons: Bro Gerne)
- Het land van Dol-de-Bretagne (Bretons: Bro Zol)
- Het land van Léon (Bretons: Bro Leon)
- Het land van Nantes (Bretons: Bro an Naoned)
- Het land van Rennes (Bretons: Bro Roazhon)
- Het land van Saint-Brieuc (Bretons: Bro Sant-Brieg)5
- Het land van Saint-Malo (Bretons: Bro Sant-Maloù)
- Het land van Trégor (Bretons: Bro Dreger)
- Het land van Vannes (Bretons: Bro Wened)

Na de Franse Revolutie werden 5 departementen in plaats van de bisdommen opgericht: Côtes du Nord (sinds 1990 Côtes-d'Armor), Finistère, Ille-et-Vilaine, Loire-Inférieure (sinds 1957 Loire-Atlantique) en Morbihan. De 9 traditionele streken blijven nochtans van belang wat cultuur en taal betreft. Verschillende dialecten van de Bretonse taal worden gesproken in de landen van Trégor, Léon, Vannes en Cornouaille. Ook de traditionele dansen en klederdrachten variëren in de verschillende historische streken.

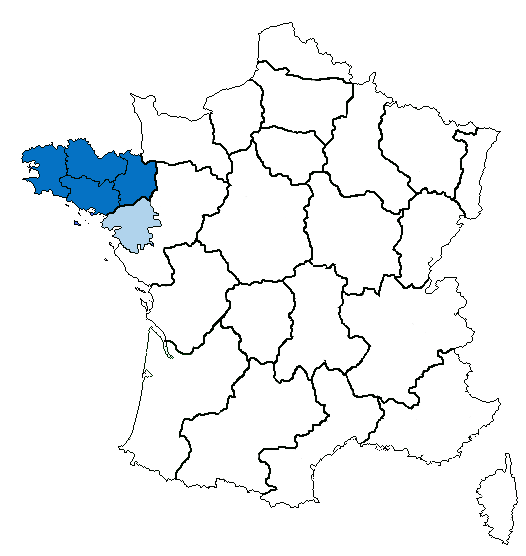
Kaart van de Franse regio's met de bestuurlijke regio Bretagne in donkerblauw en het departement Loire-Atlantique in lichtblauw

### Huidige bestuurlijke indeling
De huidige bestuurlijke regio Bretagne komt overeen met ongeveer 80% van de oude provincie Bretagne. Het departement Loire-Atlantique, een van de vijf Bretonse departementen, was in 1956 bij de bestuurlijke regio Pays de la Loire aangesloten, volgens een besluit van de Franse regering.

## Geografie

Bretagne en zijn twee taalgebieden: Laag-Bretagne (Basse Bretagne) in het westen, en Hoog-Bretagne (Haute Bretagne) in het oosten

De landoppervlakte van het schiereiland Bretagne is 34.023 km² (27.208 km² voor de regio Bretagne en 6.815 km² voor het departement Loire Atlantique). Het hoogste punt is het 385 meter hoge Roc'h Ruz.

## Talen
De twee traditionele talen van Bretagne zijn het Bretons en het Gallo. Het Bretons is een Keltische taal en wordt sinds de 6e eeuw in het westen van het schiereiland (Laag-Bretagne) gesproken. In het oosten (Hoog-Bretagne) wordt traditioneel het Gallo gebruikt, een streektaal van het Frans. De traditionele taalgrens ligt tussen Saint-Brieuc en Vannes.
Het Bretons en Gallo worden nog maar door een minderheid van de Bretonse bevolking gebruikt. De sprekers van deze talen kennen ook Frans, de nationale taal van Frankrijk.
Het Bretons en het Gallo zijn niet officieel erkend door de Franse grondwet, maar worden soms op verkeersborden gebruikt. Onderwijs in het Bretons is mogelijk sinds 1951. Sindsdien neemt het aantal leerlingen in het Bretons tweetalig onderwijssysteem geleidelijk toe. Ongeveer 7,7 % van de lagere scholen biedt in 2015 een tweetalig programma aan.

## Cultuur

### Muziek
Een van de belangrijkste kenmerken van de Bretonse cultuur is het Fest-Noz, een volksfeest waar volksmuziek wordt gemaakt. Tijdens de Festoù-Noz worden traditionele volksdansen opgevoerd. Deze dansen zijn heel gevarieerd en verschillen in functie van de traditionele streken, of terroirs. De belangrijkste instrumenten voor de Bretonse muziek zijn de binioù kozh, de bombarde, de clarinet en de accordeon.
Typisch zijn de Bretonse pipebands (bagadoù). Elk jaar vindt er in Bretagne het Interkeltisch Festival van Lorient plaats, een van de grootste evenementen rond keltische muziek ter wereld.

### Evenementen
- Festival des Vieilles Charrues (Bretons: Gouel an Erer Kozh), grootste muziekfestival van Frankrijk
- Festival de Cornouaille (Bretons: Gouelioù-Meur Kerne), jaarlijks evenement in Quimper
- La Folle Journée, jaarlijks klassieke muziek evenement in Nantes
- Festival du chant de marin, een tweejaarlijks muziekevenement in Paimpol

### Media
- Regionale dagbladen: Le Télégramme, Ouest-France en Presse Océan
- Locale televisiekanalen: France 3 Bretagne, Tébéo, Tébésud, TV Rennes en Télénantes
- Locale publieke radiokanalen: France Bleu Breizh Izel, France Bleu Armorique en France Bleu Loire Océan
- Regionale film: La Cinémathèque de Bretagne

Sinds 2014 heeft Bretagne .bzh als eigen internetdomeinnaam.

## Sport
Een aantal sporten wordt als ‘typisch Bretons’ beschouwd:
- Gouren: traditioneel Bretons worstelen
- C'hoari bouloù (Boules bretonnes in het Frans): Bretons jeu de boules

## Symbolen

Vlag van Bretagne

- De Kroaz du (Zwarte kruis) werd tussen de middeleeuwen en het begin van de 20e eeuw als vlag van Bretagne gebruikt. In 1923 werd de huidige vlag, de Gwenn ha du (Zwart en wit), als moderne versie voorgesteld.
- Het volkslied van Bretagne, het Bro gozh ma zadoù (Het oude land van mijn vaders), is gebaseerd op het volkslied van Wales.
- De wapenspreuk van Bretagne is Kentoc'h mervel eget bezañ saotret (Liever dood dan oneer).

## Toerisme

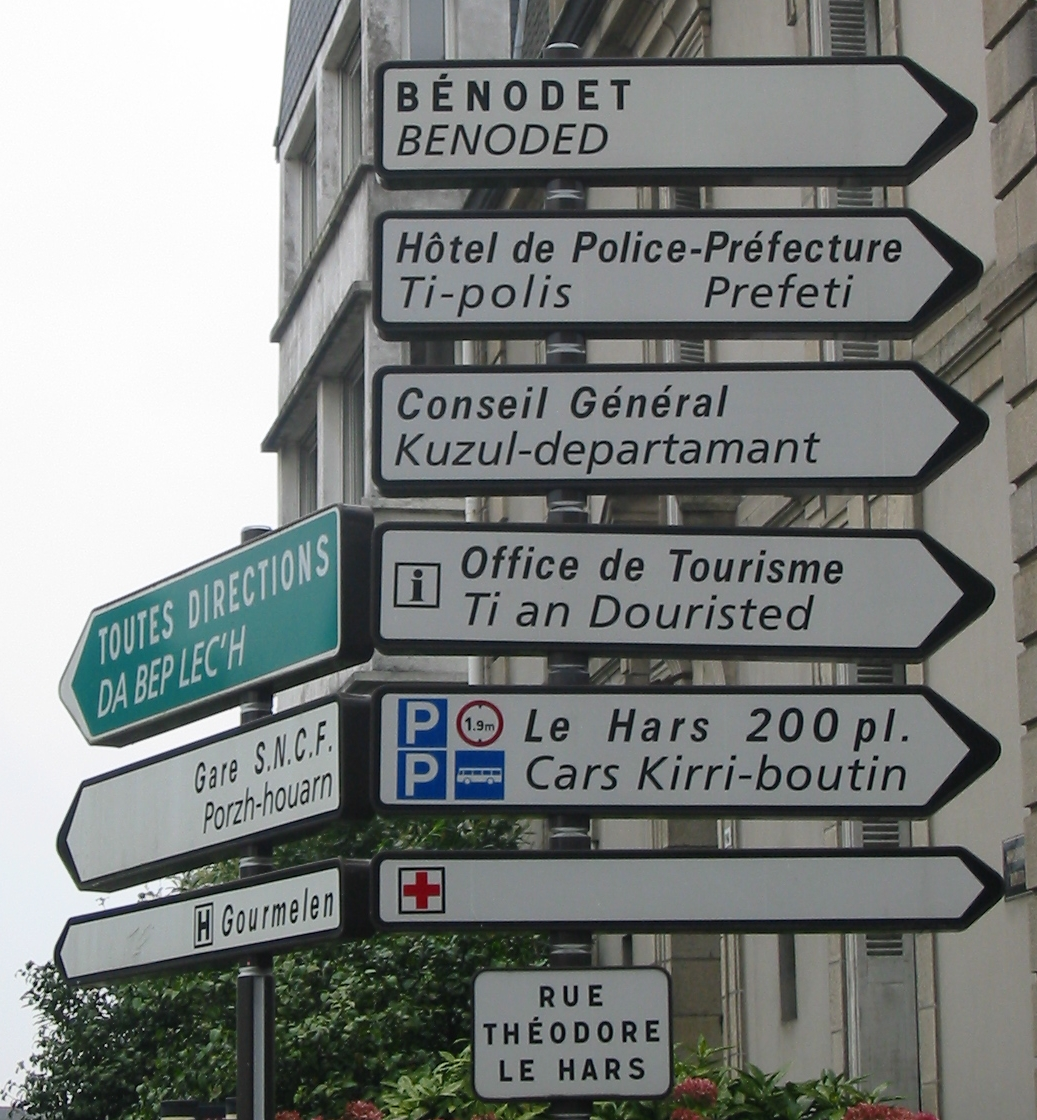
Tweetalige verkeersboorden (Frans/Bretons) in Quimper

### Steden

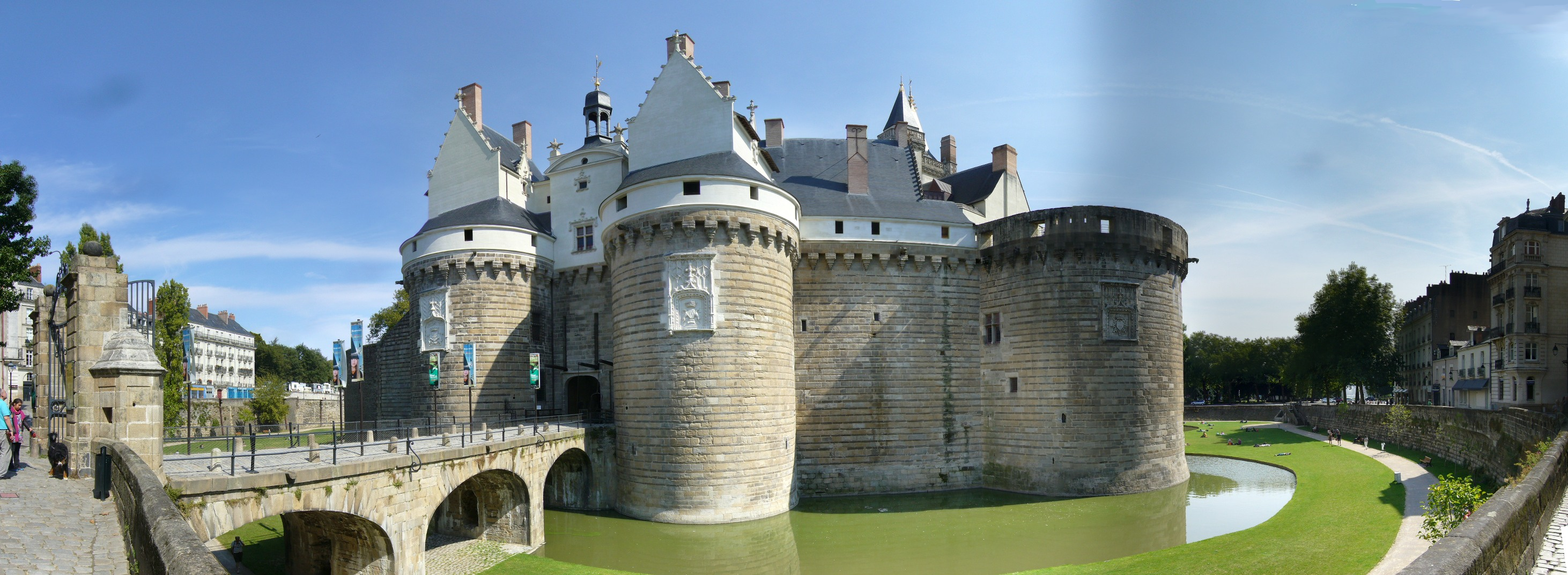
Kasteel van de hertogen van Bretagne, in Nantes

Top 10 steden in Bretagne naar aantal inwoners in 2012:
|    | Plaatsnaam (Bretonse naam)   | Inwoners |
| -- | ---------------------------- | -------- |
| 1  | Nantes (An Naoned)           | 291.604  |
| 2  | Rennes (Roazhon)             | 209.860  |
| 3  | Brest (Brest)                | 139.676  |
| 4  | Saint-Nazaire (Sant-Nazer)   | 67.940   |
| 5  | Quimper (Kemper)             | 63.360   |
| 6  | Lorient (An Oriant)          | 57.706   |
| 7  | Vannes (Gwened)              | 52.648   |
| 8  | Saint-Brieuc (Sant-Brieg)    | 45.936   |
| 9  | Saint-Malo (Sant-Maloù)      | 44.620   |
| 10 | Saint-Herblain (Sant-Ervlan) | 43.287   |

Bron: INSEE - Populations légales 2012

### Regionale natuurparken
- Armorique
- Brière (regionaal natuurpark)
- Golf van Morbihan (regionaal natuurpark)

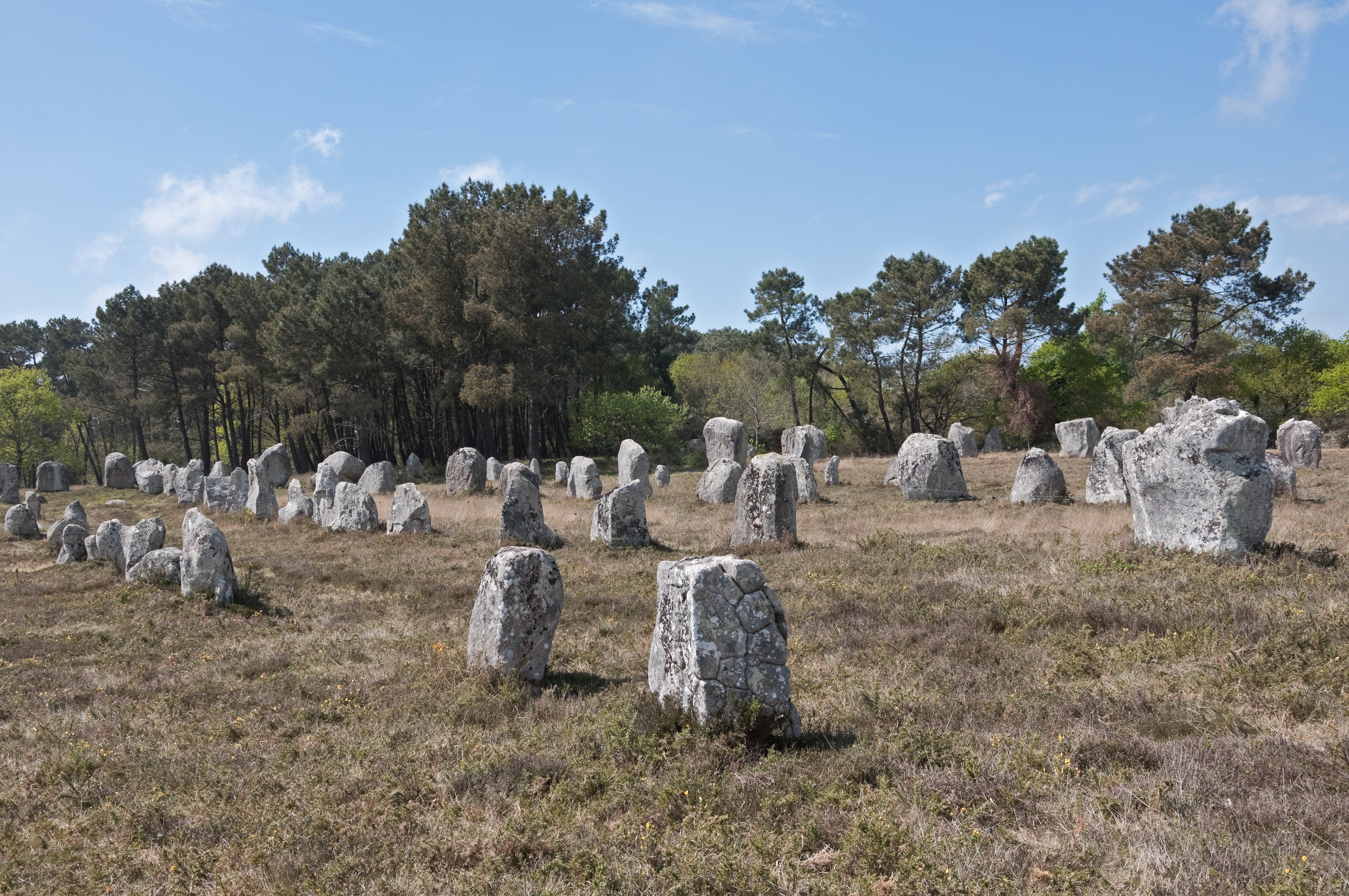
Megalieten van Carnac

### Bezienswaardigheden
- Kasteel van de hertogen van Bretagne, in Nantes
- Museum voor Schone Kunsten van Pont-Aven
- Megalieten van Carnac
- Roze granieten kust
- Pointe Saint-Mathieu
- Mont Saint-Michel de Brasparts
- Océanopolis

## Gastronomie

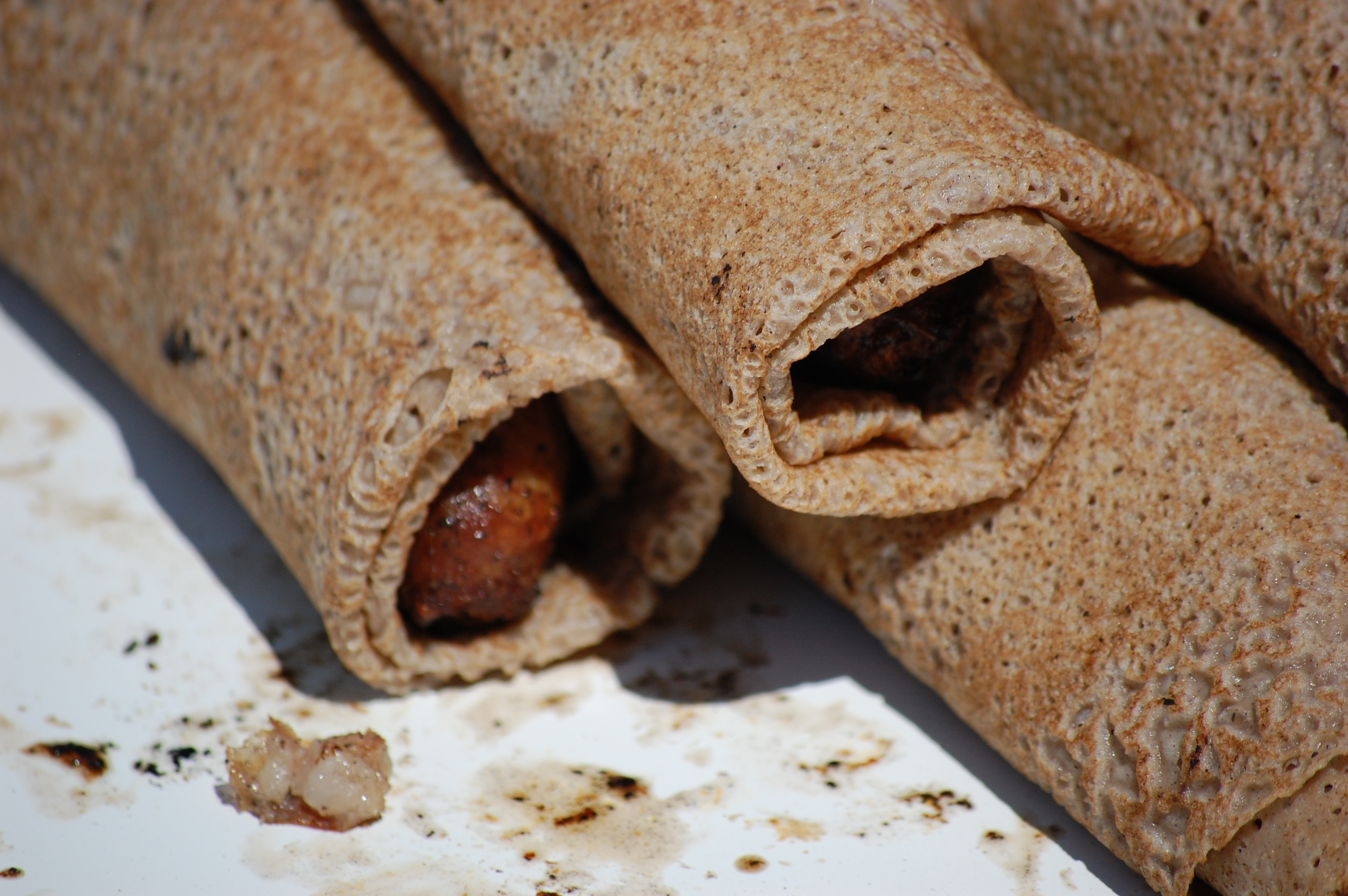
Galette-saucisse

### Bretonse pannenkoeken
Bretoense pannenkoeken (Bretons: krampouezh, Frans: crêpes of galettes) zijn een van de meest bekende culinaire specialiteiten van Bretagne. Traditioneel worden de pannenkoeken op een ronde gietijzeren plaat (Bretons: pillig, Frans: galetière) gebakken. De Bretoense pannenkoeken zijn heel dun en worden op basis van boekweitmeel of tarwebloem gemaakt. Boekweitmeel pannenkoeken (Bretons: krampouezh ed-du, Frans: galettes de blé noir) worden meestal als hoofdgerecht geserveerd, gevuld met ham, kaas, eieren, champignons, ofwel gedompeld in karnemelk. In het oosten van Bretagne is het populair om een worst in te rollen in een pannenkoek (Frans: galette-saucisse). Tarwebloem pannenkoeken (Bretons: krampouezh gwinizh, Frans: crêpes de froment) worden koud of warm gegeten als ontbijt, toetje of voor het vieruurtje, met jam, honing, boter of chocoladepasta.

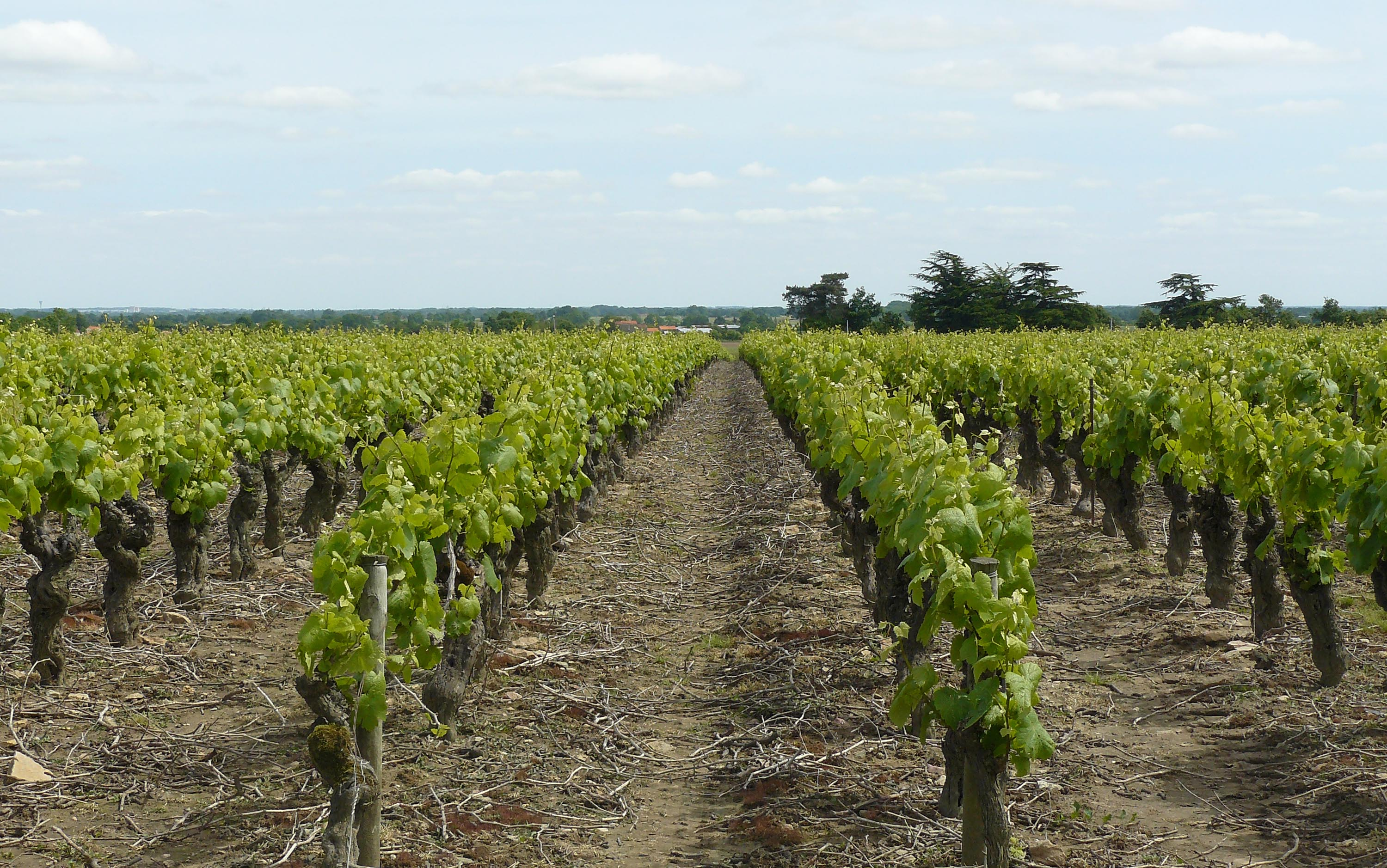
Wijngaard in de regio van Nantes

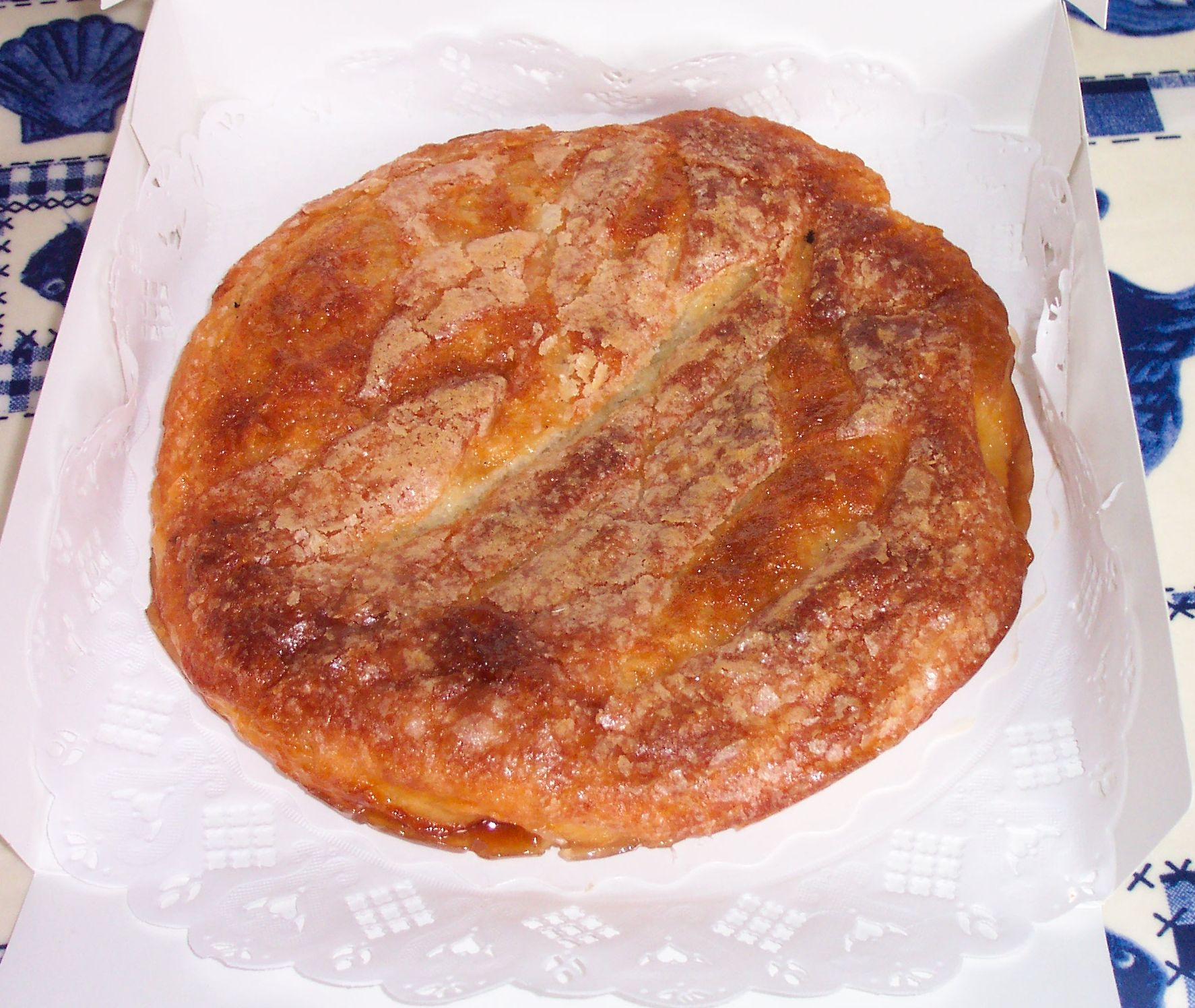
Kouign-amann

### Alcohol
Bretagne heeft een lange traditie in het produceren van cider, Muscadet en mede (Bretons: chouchenn).

### Andere specialiteiten
- Kig-ha-farz, specialiteit van het land van Léon
- Kouign-amann, traditioneel boterkoek van Douarnenez
- Lait ribot, Bretonse karnemelk

## Klimaat
Bretagne heeft een gematigd zeeklimaat. Het klimaat wordt beïnvloed door het Kanaal en de Atlantische Oceaan. Hierdoor ontstaan er verschillen tussen de kustgebieden en het centrum van het schiereiland. De klimaatgegevens zijn van Météo France meetstation in Quimper.
| Maand                                                                                       | jan   | feb   | mrt  | apr  | mei  | jun  | jul  | aug  | sep  | okt   | nov   | dec   | Jaar    |
| ------------------------------------------------------------------------------------------- | ----- | ----- | ---- | ---- | ---- | ---- | ---- | ---- | ---- | ----- | ----- | ----- | ------- |
| Hoogste maximum (°C)                                                                        | 16,9  | 18,3  | 23,3 | 27,1 | 30,3 | 35,9 | 34,9 | 35,8 | 30,7 | 26,8  | 19,7  | 17,5  | 26,4    |
| Gemiddeld maximum (°C)                                                                      | 9,4   | 9,7   | 11,9 | 13,9 | 17,0 | 19,8 | 21,7 | 21,9 | 19,8 | 16,0  | 12,4  | 10,0  | 15,3    |
| Gemiddelde temperatuur (°C)                                                                 | 6,8   | 6,8   | 8,6  | 10,1 | 13,2 | 15,8 | 17,7 | 17,8 | 15,8 | 12,9  | 9,5   | 7,4   | 11,9    |
| Gemiddeld minimum (°C)                                                                      | 4,2   | 3,8   | 5,2  | 6,3  | 9,2  | 11,7 | 13,6 | 13,6 | 11,8 | 9,7   | 6,6   | 4,7   | 8,4     |
| Laagste minimum (°C)                                                                        | −10,1 | −8,4  | −7   | −2,2 | 0,3  | 3,9  | 6,6  | 6,9  | 4,2  | −1,2  | −4,6  | −7,2  | −1,6    |
|                                                                                             |       |       |      |      |      |      |      |      |      |       |       |       |         |
| Neerslag (mm)                                                                               | 150,5 | 120,5 | 98,5 | 90,3 | 90,2 | 59,4 | 67,2 | 64,5 | 86,9 | 129,5 | 139,8 | 151,3 | 1.248,6 |
| Bron: Météo France: Normales climatologiques annuelles de la Station de Quimper 1981 - 2010 |       |       |      |      |      |      |      |      |      |       |       |       |         |

## Verkeer en vervoer

### Wegen
- Autosnelwegen: Autoroute A11, Autoroute A811, Autoroute A83, Autoroute A84, Autoroute A844.
- Nationale wegen: Nationale 12, Nationale 24, Nationale 136, Nationale 137, Nationale 157, Nationale 164, Nationale 165, Nationale 176, Nationale 249, Nationale 444 en Nationale 844.

### Vliegvelden
- Aéroport Nantes Atlantique
- Aéroport Rennes St. Jacques
- Aéroport Brest Bretagne
- Aéroport Quimper Cornouaille
- Aéroport Lorient - Bretagne Sud
- Aéroport Saint-Nazaire - Montoir
- Aéroport Lannion Servel
- Aéroport Dinard Pleurtuit
- Aéroport Saint-Brieuc Armor
- Aéroport Morlaix Ploujean
- Aérodrome d'Ancenis

## Afkomstig uit Bretagne
- Pierre Abélard (1079-1142), middeleeuws scholasticus
- Bertrand du Guesclin (1320-1380), Frans veldheer
- Anna van Bretagne (1477-1514), hertogin van Bretagne
- Jean Victor Marie Moreau (1763-1813), revolutionair generaal
- Ernest Renan (1823-1892), filosoof
- Jules Verne (1828-1905), schrijver
- Georges Boulanger (1837-1891), generaal en politicus
- Aristide Briand (1862-1932), politicus
- René Pleven (1901-1993), politicus
- Louison Bobet (1925-1983), wielrenner
- Jean-Marie Le Pen (1928-2025), politicus
- Éric Tabarly (1931-1998), zeiler
- Alan Stivell (1944), zanger
- Dan Ar Braz (1949), gitarist
- Bernard Hinault (1954), wielrenner
- Yann Tiersen (1970), musicus en componist